# Непристојна понуда
Непристојна понуда (енгл. Indecent Proposal) амерички је љубавни мелодрамски филм из 1993. године. Режију потписује Адријaн Лин, а главне улоге тумаче Деми Мур, Вуди Харелсон и Роберт Редфорд.

## Радња
Млади пар, архитекта Дејвид Марфи и продавац некретнина Дајан Марфи, бацили су око на перспективну парцелу и хитно им је потребан новац за улагање у некретнине. Пар ставља своју кућу под хипотеку и путује у Лас Вегас, надајући се да ће освојити новац који им је потребан на рулету. Снови нису предодређени да се остваре и уместо победе губе сву уштеђевину.
Милијардер Џон Гејџ волео је Дајан. Позвао је девојку за свој сто на срећу у игри коцкица, а она му је освојила милион долара. Богаташ изнајмљује луксузни апартман за пар и купује Дајани хаљину која јој се свиђа за 5.000 долара. Затим преко асистента даје Дајан позив да проведе ноћ са њим за милион долара. Пар остаје будан целу ноћ, размишљајући о непристојној просидби, али ујутру пристају. У последњем тренутку, Дејвид се предомислио, одјурио назад, али милијардеров лични хеликоптер је већ одвео његову супругу на Гејџову јахту.
Гејџ, схватајући девојчину збуњеност, даје јој последњу шансу. Каже да ће провести ноћ са њом само ако погоди страну свог срећног новчића. Гејџ погађа и Дајана остаје са њим. Следећег дана се враћа у хотел, али се однос супружника погоршава, Давид пати од љубоморе. Ситуацију отежава чињеница да је хипотеку на кућу купио Гаге. Давид се свађа са супругом, напушта дом и подноси захтев за развод. Кејџ наставља да се удвара Дајан, шаље јој скупе поклоне. Дајана у почетку одбија, али онда одлази код милијардера и сав новац оставља свом мужу. Давид не може да је заборави и одлучује на очајнички корак. Током добротворне аукције, он донира милион долара зоолошком врту након што је видео Дајан са Гејџом. Затим потписује папире за развод.
Схвативши да Дајан никада неће бити срећна са њим, Гејџ тактично прекида њихову везу. Гејџ се опрашта од тог срећног новчића, у коме су обе стране исте. Дајан проналази свог мужа баш на месту где ју је запросио пре седам година. Они се помире.

## Улоге
| Глумац           | Улога             |
| ---------------- | ----------------- |
| Деми Мур         | Дајана Мерфи      |
| Вуди Харелсон    | Дејвид Мерфи      |
| Роберт Редфорд   | Џон Гејџ          |
| Симор Касел      | господин Шаклфорд |
| Оливер Плат      | Џереми            |
| Били Боб Торнтон | Деј Трипер        |
| Рип Тејлор       | господин Ленгфорд |
| Били Коноли      | водитељ аукције   |
| Памела Холт      | Дејвидова девојка |
| Томи Буш         | Дејвидов отац     |
| Мариклер Костело | Дејвидова мајка   |
| Шина Истон       | Шина Истон        |
| Херби Хенкок     | Херби Хенкок      |

## Зарада
- Зарада у САД: 106.614.059 $
- Зарада у иностранству: 160.000.000 $
- Зарада у свету: 266.614.059 $